# Epicauta vittata
Epicauta vittata es una especie de coleóptero de la familia Meloidae. La palabra vittata viene del latín y se refiere a las bandas longitudinales. Mide de 9 a 17 mm.
Su desarrollo es holometábolo, además presenta hipermetamorfosis en que un estadio larval es marcadamente diferente de los otros.  Generalmente dos generaciones por año. 
Se alimenta de una variedad de plantas, como las de las familias Solanaceae y Amaranthaceae y es considerado una peste de la agricultura

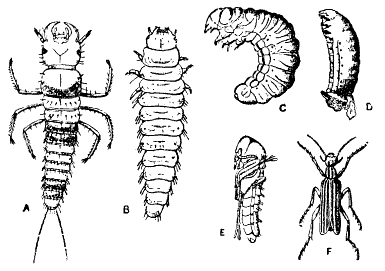
Ejemplo de hipermetamorfosis en el escarabajo Epicauta vittata
A - Triungulino.
B – Estadio larval 2.
C - Estadio larval 3.
D - Prepupa.
E - Pupa.
F – Imago.

## Distribución geográfica
Habita en el este y centro de Estados Unidos.